# Gymnastes omeicola
Gymnastes omeicola là một loài ruồi trong họ Limoniidae. Chúng phân bố ở miền Cổ bắc.